# Sepp Jöchler
Josef „Sepp“ Jöchler (* 6. Mai 1923 in Landeck; † 1994) war ein Bergsteiger aus Tirol, Österreich.

## Leben
Sepp Jöchler wurde in Landeck geboren und erlernte den Beruf eines Baumeisters. Mit seinem Bruder Hans gelang ihm mit der Durchsteigung der Rugglespitze-Ostwand im Jahr 1951 die erste Begehung einer Route im VI. Schwierigkeitsgrad in der Verwallgruppe. 1952 konnte er zusammen mit Hermann Buhl bei widrigsten Bedingungen die 8. Durchsteigung der Eiger-Nordwand verzeichnen. Ein Jahr später gelang ihm die ebenfalls 8. Durchsteigung der Nordwand des Matterhorns.
Am 19. Oktober 1954 stand er gemeinsam mit Herbert Tichy und dem Sherpa Pasang Dawa Lama als erster auf dem Gipfel des 8188 m hohen Cho Oyu, des sechsthöchsten Bergs der Erde. Durch den schlanken Stil und den Verzicht auf Flaschensauerstoff gilt diese Expedition als Meilenstein des Höhenbergsteigens.
Nach Jöchler ist der Verbindungsweg zwischen der Darmstädter Hütte und der Niederelbehütte in der Verwallgruppe benannt.

## Alpinistische Leistungen (Auszug)
- Serles, Nordwand 1943
- Parseierspitze, Nordostwand 1950
- Rugglespitze, Ostwand 1951 zusammen mit Bruder Hans Jöchler
- Dent d’Hérens, Nordwand 1951 (10. Begehung)
- Eiger, Nordwand 1952 zusammen mit Hermann Buhl u. a. (8. Begehung)
- Tofanapfeiler, Südost 1952
- Matterhorn, Nordwand 1953 (8. Begehung)
- Grosse Zinne, Nordwand 1953
- Cho Oyu (8188 m, Tibet), 1954 Erstbesteigung zusammen mit Herbert Tichy und Pasang Dawa Lama
- Piz Badile, Nordostwand 1971
- Cima Canali, 1973 Westwand (Buhl-Riss)